# Tangsini csamdun szaie
A Tangsini csamdun szaie (hangul: 당신이 잠든 사이에, RR: Dangsini jamdeun saie), angol címén While You Were Sleeping, egy 2017-ben bemutatott dél-koreai televíziós sorozat, melyet a SBS csatorna vetített I Dzsongszok (Lee Jong-seok), Pe Szudzsi (Bae Suzy), I Szangjop (Lee Sang-yeob), Csong Hein (Jung Hae-in) és Ko Szonghi (Ko Sung-hee) főszereplésével.

## Szereplők
- I Dzsongszok (Lee Jong-seok) (이종석): Csong Dzsecshan (정재찬, Jung Jae-chan)
- Pe Szudzsi (Bae Suzy) (배수지): Nam Hongdzsu (남홍주, Nam Hong-joo)
- I Szangjop (Lee Sang-yeob) (이상엽): I Jubom (이유범, Lee Yoo-beom)
- Csong Hein (Jung Hae-in) (정해인): Han Uthak (한우탁, Han Woo-tak)
- Ko Szonghi (Ko Sung-hee) (고성희): Sin Himin (신희민, Shin Hee-min)